# Sanyo
Sanyo Electric Co., Ltd. (三洋電機株式会社 San'yō Denki Kabushiki-gaisha), viết tắt là SANYO, là một công ty điện tử Nhật Bản và trước đây là thành viên của Fortune Global 500, trụ sở chính đặt tại Moriguchi, tỉnh Osaka, Nhật Bản. Sanyo có hơn 230 công ty con và liên kết, và được thành lập bởi Toshio Iue vào năm 1947.
Vào ngày 21 tháng 12 năm 2009, Panasonic hoàn tất việc mua lại 50.2% cổ phần của Sanyo với giá 400 tỷ yen (tương đương 4.5 tỷ đô la), biến Sanyo trở thành một công ty con của Panasonic. Vào tháng 4 năm 2011, Sanyo trở thành một công ty con hoàn toàn thuộc sở hữu của Panasonic, với tài sản được tích hợp vào danh mục của công ty mẹ.

## Lịch sử

### Khởi đầu

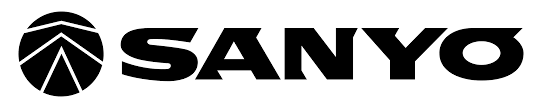
Logo cũ, sử dụng từ năm 1976 đến năm 1987

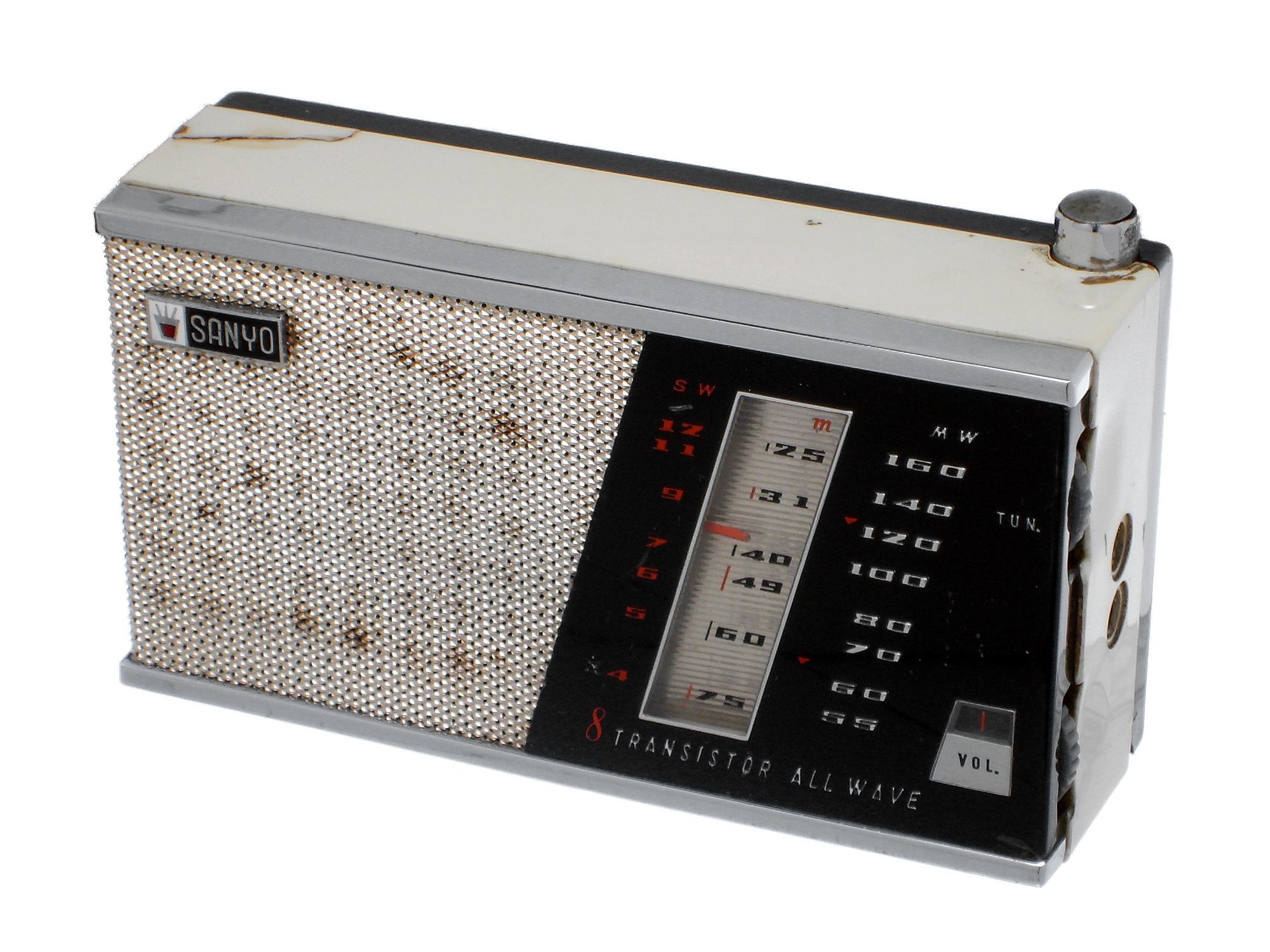
Đài radio transistor, mẫu 8S-P3, ra mắt năm 1959

Sanyo được thành lập khi Toshio Iue, em rể của Konosuke Matsushita và cũng là cựu nhân viên của Matsushita, được cho mượn một nhà máy của Matsushita không sử dụng vào năm 1947 và sử dụng nó để sản xuất đèn phát điện cho xe đạp. Sanyo được thành lập vào năm 1949; vào năm 1952, họ sản xuất ra radio nhựa đầu tiên của Nhật Bản và vào năm 1954, máy giặt loại pulsator đầu tiên của Nhật Bản. Tên của công ty có nghĩa là ba đại dương trong tiếng Nhật, thể hiện ý định của người sáng lập bán sản phẩm của họ trên toàn cầu, vượt qua đại dương Đại Tây Dương, Thái Bình Dương, và Ấn Độ Dương.

### Sanyo tại Mỹ
Vào năm 1969, Howard Ladd trở thành Phó Chủ tịch điều hành và Giám đốc điều hành của Sanyo Corporation. Ladd giới thiệu thương hiệu Sanyo vào Hoa Kỳ vào năm 1970. Ý định bán sản phẩm Sanyo trên toàn cầu đã được thực hiện vào giữa những năm 1970 sau khi Sanyo giới thiệu thiết bị âm thanh gia đình, đài stereo ô tô và các thiết bị điện tử tiêu dùng khác vào thị trường Bắc Mỹ. Công ty đã triển khai một chiến dịch quảng cáo truyền hình nặng nề.
Ladd đã thương lượng mua nhà sản xuất thiết bị âm thanh Fisher Electronics bởi Sanyo vào tháng 5 năm 1975. Dưới sự lãnh đạo của Ladd, Tập đoàn Fisher dưới Sanyo đã phát triển thành một nhà lãnh đạo hàng triệu đô la trong ngành công nghiệp điện tử tiêu dùng. Tập đoàn Fisher mới, sinh lời, đã chuyển trụ sở từ New York đến Los Angeles của Ladd. Ladd đã được bổ nhiệm làm Chủ tịch và CEO của Tập đoàn Sanyo / Fisher kết hợp vào năm 1977 và giữ chức vụ này cho đến năm 1987.
Tại Sanyo, Ladd đóng vai trò quan trọng trong việc thúc đẩy thiết bị âm thanh Quadraphonic sound cho thị trường Mỹ, sản xuất thiết bị âm thanh 4 kênh theo định dạng SQ và Matrix. Ông nói rằng "chúng tôi sản xuất mọi loại thiết bị âm thanh tứ phát vì đây là ngành kinh doanh chúng tôi... để người tiêu dùng mua loại phần mềm mà họ ưa thích và chúng tôi sẽ cung cấp phần cứng để phát nó".
Sanyo đã ghi nhận sự tăng trưởng đáng kể trong thời kỳ của Ladd vào những năm 1970; doanh số bán hàng hàng năm tăng từ 71,4 triệu đô la (tương đương $499.516.000 năm 2022) vào năm 1972 lên 855 triệu đô la (tương đương $3.836.158.000 năm 2022) vào năm 1978.
Sau khi trình diễn một dòng sản phẩm bán chạy khá chậm trong định dạng video V-Cord của riêng mình, Sanyo đã chuyển sang định dạng băng video Betamax của Sony vào khoảng năm 1977 với thành công ban đầu, bao gồm các mẫu SuperBeta và Beta Hi-Fi. Từ khoảng năm 1984 trở đi, Sanyo hoàn toàn chuyển sang sản xuất định dạng VHS.
Năm 1976, Sanyo mở rộng hiện diện ở Bắc Mỹ bằng việc mua công ty truyền hình Warwick Electronics của Whirlpool Corporation, công ty chế tạo truyền hình cho Sears.
Năm 1986, công ty liên kết của Sanyo tại Hoa Kỳ sáp nhập với Fisher để trở thành Sanyo Fisher (U.S.A.) Corporation (sau đổi tên thành Sanyo Fisher Company). Các cuộc sáp nhập đã làm cho toàn bộ tổ chức trở nên hiệu quả hơn, nhưng cũng dẫn đến việc ra đi của một số cố vấn chủ chốt, bao gồm Ladd, người đã đưa tên Sanyo vào Hoa Kỳ vào đầu những năm 1970.
Năm 1982, Sanyo bắt đầu bán loạt máy tính CP/M MBC-1000. Năm 1983, họ giới thiệu máy tính cá nhân MBC-550, là một trong những máy tính cá nhân IBM PC compatible có giá thấp nhất vào thời điểm đó, nhưng do thiếu sự tương thích đầy đủ, Sanyo đã rời khỏi thị trường và không tung ra các mô hình tiếp theo.

### Văn hóa doanh nghiệp trong những năm 1990
Một bài viết về "Phong cách Sanyo" viết vào năm 1992 mô tả cách Sanyo sử dụng quy trình xã hội hóa mở rộng đối với nhân viên mới, để họ có thể thích nghi với văn hóa doanh nghiệp của Sanyo. Nhân viên mới sẽ tham gia khóa học kéo dài năm tháng, trong đó họ cùng nhau ăn và ngủ tại chỗ ở. Họ được học tất cả mọi thứ từ yêu cầu công việc cơ bản đến kỳ vọng của công ty đối với tôi sắc cá nhân và cách ăn mặc phù hợp khi gặp đồng nghiệp và cấp trên.
Về mặt công nghệ, Sanyo đã có mối quan hệ tốt với Sony, hỗ trợ định dạng video Betamax từ khi mới ra đời cho đến giữa những năm 1980 (máy ghi video bán chạy nhất tại Anh vào năm 1983 là Sanyo VTC5000), trong khi đồng thời sản xuất định dạng video VHS cho thương hiệu Fisher trong những năm đầu tiên của thập kỷ 1980, và sau đó trở thành người ủng hộ đầu tiên của định dạng máy quay Video8 cực kỳ thành công. Gần đây hơn, Sanyo đã quyết định không hỗ trợ định dạng của Sony, đĩa Blu-ray Disc, và thay vào đó ủng hộ định dạng của Toshiba, đĩa HD DVD. Tuy nhiên, điều này đã không thành công khi đĩa Blu-ray của Sony đã chiến thắng.
Tại Bắc Mỹ, Sanyo đã chế tạo các điện thoại di động CDMA độc quyền cho thương hiệu Sprint ở Hoa Kỳ và cho Bell Mobility ở Canada.

### Mua lại
Trận động đất Chūetsu năm 2004 gây thiệt hại nghiêm trọng cho nhà máy bán dẫn của Sanyo, dẫn đến tổn thất tài chính lớn trong năm đó. Kết quả tài chính của năm 2005 ghi nhận một khoản lỗ ròng là 205 tỷ yen. Cùng năm đó, công ty công bố kế hoạch cơ cấu gọi là Dự án Sanyo Evolution, đưa ra tầm nhìn doanh nghiệp mới để biến công ty trở thành một công ty môi trường, đầu tư vào các sản phẩm mạnh như pin sạc, điện mặt trời, điều hòa không khí, pin ô tô lai và các sản phẩm điện tử tiêu dùng quan trọng như máy ảnh Xacti, máy chiếu và điện thoại di động.
Sau khi thông báo đạt được doanh thu từ hoạt động tích cực là 2,6 tỷ yen, Sanyo đã cho thấy dấu hiệu phục hồi. Sanyo vẫn là nhà sản xuất pin sạc số một trên thế giới. Những đổi mới sản phẩm gần đây trong lĩnh vực này bao gồm pin NiMH tự xả thấp Eneloop, loại pin NiMH "lai" có thể sử dụng trực tiếp từ gói pin mà không cần chu kỳ sạc ban đầu và giữ điện trong thời gian dài hơn so với thiết kế pin NiMH tiêu chuẩn. Dòng sản phẩm Eneloop cạnh tranh với các sản phẩm tương tự như dòng "Hybrid Rechargeable" của Rayovac.
Vào ngày 24 tháng 11 năm 2006, Sanyo thông báo về khoản lỗ nặng nề và cắt giảm việc làm.
Tomoyo Nonaka, cựu người dẫn chương trình của NHK, được bổ nhiệm làm chủ tịch công ty, nhưng từ chức vào tháng 3 năm 2007. Tổng giám đốc Toshimasa Iue cũng từ chức vào tháng 4 cùng năm; Seiichiro Sano được bổ nhiệm làm người đứng đầu công ty từ tháng 4 năm 2007.
Vào tháng 10 năm 2007, Sanyo hủy bán mảng kinh doanh bán dẫn trị giá 110 tỷ yen, đổ lỗi cho cuộc khủng hoảng tín dụng toàn cầu và nêu rõ sau khi khám phá các lựa chọn khác, công ty đã quyết định giữ lại mảng kinh doanh và phát triển nó như một phần trong danh mục.
Năm 2008, phân nhánh điện thoại di động của Sanyo đã được mua lại bởi Kyocera.
Ngày 2 tháng 11 năm 2008, Sanyo và Panasonic thông báo họ đã đồng ý về những điểm chính của thỏa thuận mua lại được đề xuất, biến Sanyo trở thành công ty con của Panasonic. Họ trở thành công ty con của Panasonic vào ngày 21 tháng 12 năm 2009.
Năm 2010, Sanyo đã bán mảng hoạt động bán dẫn của mình cho ON Semiconductor.
Vào ngày 29 tháng 7 năm 2010, Panasonic đã đạt được thỏa thuận mua lại số cổ phần còn lại của Panasonic Electric Works và cổ phần của Sanyo với giá 9,4 tỷ đô la.
Đến tháng 3 năm 2012, công ty mẹ Panasonic dự định chấm dứt thương hiệu Sanyo, tuy nhiên nó vẫn sẽ được giữ trên một số sản phẩm nơi thương hiệu Sanyo vẫn giữ giá trị đối với người tiêu dùng. Trong cùng tháng, đơn vị Đông Nam Á của Sanyo, chịu trách nhiệm sản xuất các thiết bị điện gia dụng tiêu dùng trong khu vực, đã được thông báo sẽ chính thức được mua lại bởi Haier.
Vào tháng 8 năm 2013, Whirlpool Corporation đã mua lại 51% cổ phần của công ty Trung Quốc Hefei Royalstar Sanyo, một liên doanh năm 2000 giữa Sanyo của Nhật Bản và công ty đầu tư của chính phủ Trung Quốc Hefei, với giá 552 triệu đô la.

## Năng lượng

### Tấm pin mặt trời và nhà máy sản xuất

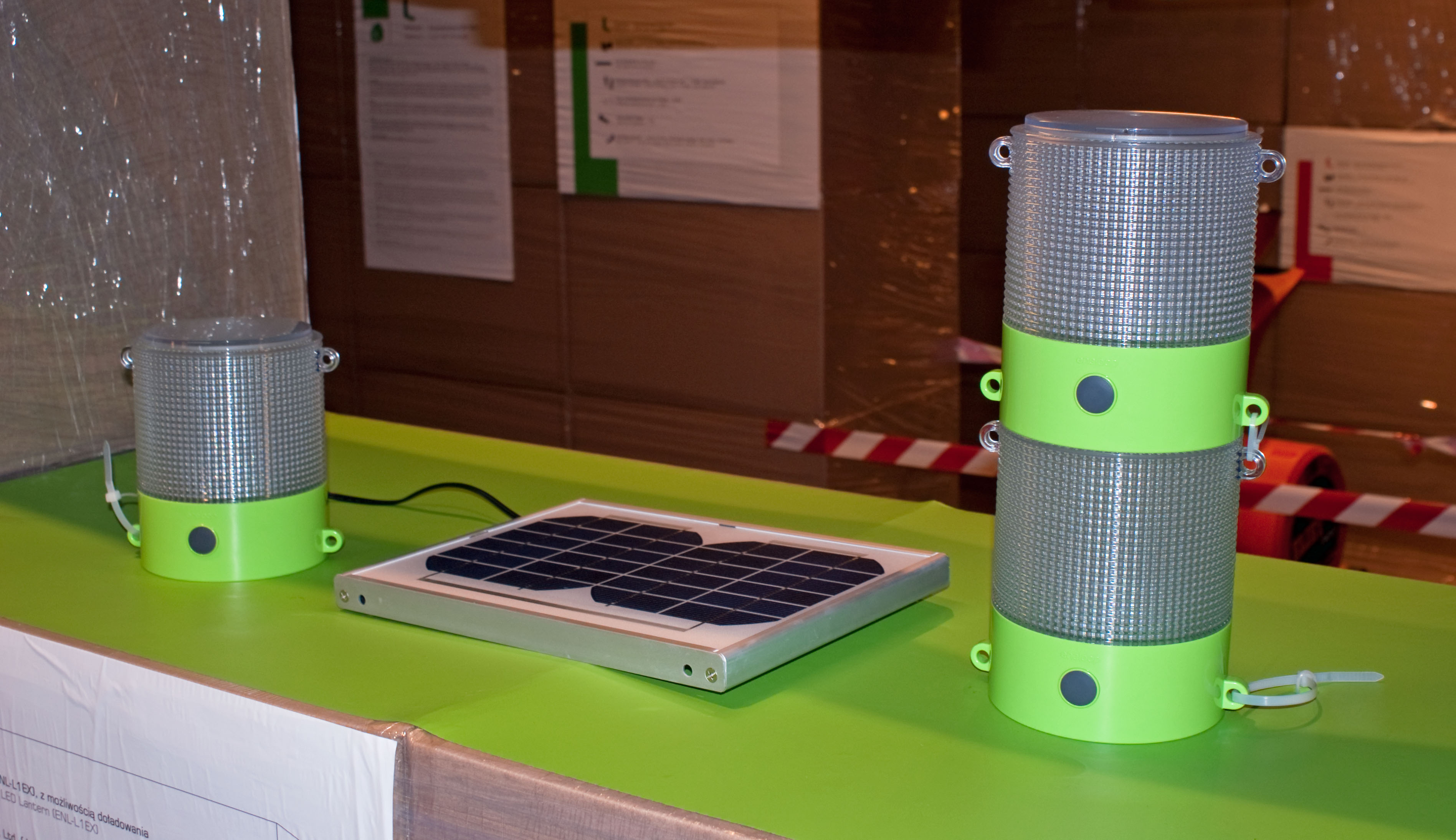
"Eneloop" Đèn Pin LED sạc lại (ENL-1EX) của Sanyo

Tấm pin mặt trời HIT (Heterojunction với Lớp mỏng Tế bào) của Sanyo được tạo thành từ một wafer silic của tinh thể mỏng duy nhất được bao quanh bởi các lớp silic không tinh thể siêu mỏng.
Sanyo Energy đã mở nhà máy lắp ráp mô-đun pin mặt trời của mình tại Hungary và Mexico vào năm 2004, và vào năm 2006 đã sản xuất các mô-đun pin mặt trời trị giá 213 triệu đô la. Năm 2007, Sanyo hoàn thành một đơn vị mới tại nhà máy mô-đun pin mặt trời của mình tại Hungary, dự kiến sẽ tăng gấp ba lần công suất hàng năm lên 720.000 đơn vị vào năm 2008.

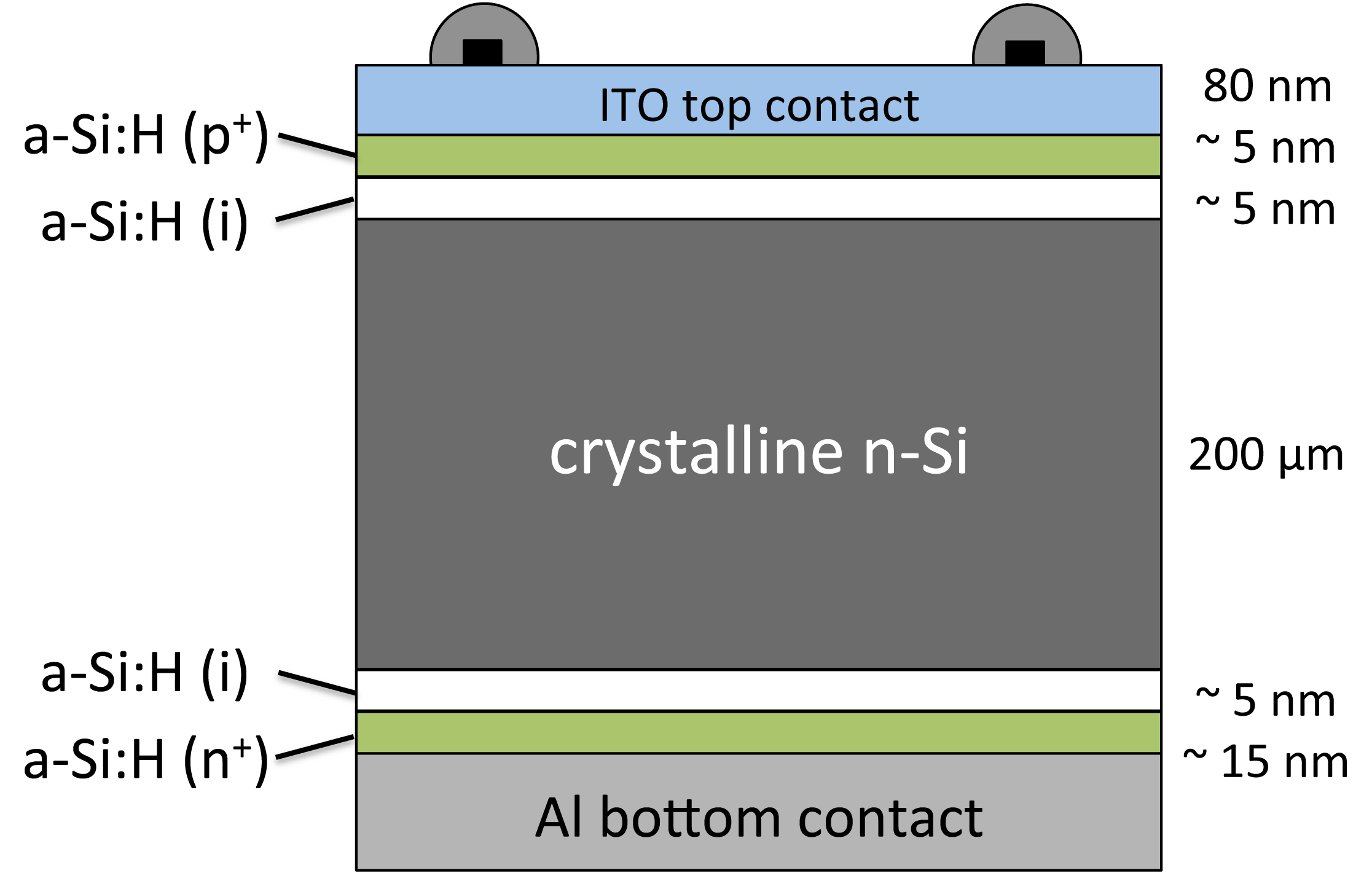
Sơ đồ của tế bào HIT

Kế hoạch mở rộng sản xuất dựa trên nhu cầu ngày càng cao cho các sản phẩm của Sanyo Hungary, các thị trường hàng đầu của họ là Đức, Ý, Tây Ban Nha và các nước Scandinavia. Nhà máy tại Dorog, ngoài Budapest, trở thành nhà máy sản xuất mô-đun pin mặt trời lớn nhất của Sanyo trên toàn cầu. Đức, Ý, Tây Ban Nha và các nước Scandinavia. Nhà máy tại Dorog, ngoài Budapest, sẽ là nhà máy lớn nhất của Sanyo Electric sản xuất mô-đun pin mặt trời trên toàn thế giới.
Vào cuối tháng 9 năm 2008, Sanyo thông báo quyết định xây dựng một nhà máy sản xuất ingot và wafer pin mặt trời (những khối xây dựng cho tế bào pin mặt trời silic) tại Inagi, Nhật Bản. Nhà máy bắt đầu hoạt động vào tháng 10 năm 2009 và dự kiến đạt công suất sản xuất đầy đủ 70 megawatt (MW) wafer mặt trời mỗi năm vào tháng 4 năm 2010. Sanyo và Nippon Oil quyết định thành lập công ty liên doanh, có tên là Sanyo Eneos Solar Co., Ltd., để sản xuất và bán các tấm pin mặt trời mỏng. Công ty liên doanh mới bắt đầu sản xuất và bán hàng ở quy mô ban đầu 80 MW, đồng thời tăng dần công suất sản xuất. Đối với dự án liên doanh này, Sanyo sử dụng công nghệ tế bào pin mặt trời của mình, dựa trên công nghệ thu được thông qua việc phát triển tế bào pin mặt trời HIT.
Sanyo cũng chịu trách nhiệm xây dựng Solar Ark.

### Pin sạc lại
Sanyo đã tiên phong trong việc sản xuất pin niken cadmium vào năm 1964, pin niken kim loại hydrua (NiMh) vào năm 1990, pin lithium-ion vào năm 1994 và pin lithium polymer vào năm 1999. Năm 2000, công ty đã mua lại kinh doanh NiMh của Toshiba, bao gồm nhà máy Takasaki. Kể từ khi Panasonic mua lại Sanyo, quyền sở hữu của nhà máy Takasaki đã được chuyển cho Công ty FDK.

### Pin xe điện
Sanyo cung cấp pin NiMh cho các hãng Honda, Ford, Volkswagen và PSA Peugeot Citroen. Công ty đang phát triển pin NiMH cho xe hơi hybrid với nhóm Volkswagen, trong khi pin lithium-ion của họ cho xe hybrid plug-in cũng được lắp đặt trên các xe của Suzuki.
Sanyo dự định tăng sản xuất hàng tháng của pin NiMh cho xe hybrid từ 1 triệu đơn vị lên tới 2,5 triệu vào cuối năm tài chính 2005.

## Sanyo Ấn Độ

### Truyền hình
Panasonic đã tái giới thiệu thương hiệu Sanyo tại Ấn Độ, với việc ra mắt dòng sản phẩm TV LED Sanyo vào ngày 8 tháng 8 năm 2016. Vào ngày 11 tháng 7 năm 2017, Sanyo ra mắt dòng TV thông minh của mình trong ngày Amazon Prime Day. Vào tháng 8 năm 2017, Sanyo giới thiệu dòng TV LED NXT độc quyền trên Flipkart. Vào tháng 12 năm 2017, Sanyo giới thiệu dòng TV thông minh 4K đầu tiên tại Ấn Độ.
Vào tháng 9 năm 2019, Sanyo giới thiệu dòng TV sử dụng hệ điều hành Android TV được gọi là dòng Sanyo Kaizen Series.

### Máy lạnh
Sanyo đã hợp tác với Energy Efficiency Services Limited để phát triển máy lạnh inverter 1.5 tấn có hệ số hiệu suất năng lượng mùa ấn định Ấn Độ (ISEER) là 5.2. Việc phân phối các máy lạnh này bắt đầu vào tháng 9 năm 2017.
Vào ngày 4 tháng 4 năm 2019, Sanyo ra mắt dòng máy lạnh mới độc quyền trên Amazon.

## Sanyo TV Hoa Kỳ
Mặc dù được thành lập tại Nhật Bản, Sanyo đã bán TV tại Hoa Kỳ trong hơn 50 năm; Sanyo TV Hoa Kỳ có trụ sở chính tại San Diego, California và có các cơ sở sản xuất tại Tijuana, Mexico.
Nhiều dòng sản phẩm TV của Sanyo đều hỗ trợ khả năng tương thích MHL cùng với nhãn hiệu sẵn sàng cho Roku thông qua cổng HDMI, điều này có nghĩa là TV tương thích với thanh truyền hình MHL của Roku. Đôi khi, thanh truyền hình này được tặng kèm mua TV, chẳng hạn như dòng Sanyo FVF5044, thanh truyền hình này cho phép truyền phát video và các chức năng trực tuyến khác như một giải pháp tiết kiệm cho một số loại TV thông minh; remote gốc của TV có thể duyệt web trên dịch vụ này. Nhiều mẫu còn có cổng USB cho phép chia sẻ hình ảnh trực tiếp từ thanh truyền hình mà không cần bất kỳ phần mềm/nâng cấp bổ sung nào.

### Kỷ nguyên Funai
Vào tháng 10 năm 2014, Panasonic thông báo rằng họ dự định chuyển giao đơn vị TV Sanyo cho Funai trên thị trường Hoa Kỳ và nhận lại các khoản tiền bản quyền hàng năm. Funai là một nhà cung cấp lớn cho Walmart và cung cấp các TV Philips và Emerson cho chuỗi bán lẻ này. Consumer Reports nhận xét vào năm 2018 rằng các TV Sanyo "dường như xuất hiện chủ yếu trong cửa hàng Walmart, gần như là một nhãn hiệu riêng của nhà bán lẻ."

## Các thành tựu phá kỷ lục
Sanyo cũng nổi tiếng với lĩnh vực quản lý nhiệt độ, công ty con Sanyo Denki sản xuất quạt DC tốc độ cao, lưu lượng không khí lớn và áp suất tĩnh cao được bán dưới thương hiệu "San Ace", một dòng sản phẩm chủ yếu dành cho thị trường doanh nghiệp. Đến tháng 10 năm 2020, Sanyo Denki nắm giữ kỷ lục thế giới về tốc độ quay và áp suất tĩnh của nhiều kích thước và mẫu mã khác nhau. Một số kỷ lục đáng chú ý bao gồm:
- Một quạt 12V 31,2W có đường kính 40 milimét (1,6 inch) được ra mắt vào tháng 5 năm 2020, với tốc độ quay 38.000 RPM và áp suất tĩnh là 2,3 kilopascal (0,33 psi).
- Một quạt đối lưu 12V 37,2W có đường kính 40 milimét (1,6 inch) được ra mắt vào tháng 8 năm 2020, với tốc độ quay 36.200 RPM (ở hướng vào) và 32.000 RPM (ở hướng ra) trong hai hướng đối diện, tạo ra áp suất tĩnh là 2,4 kilopascal (0,35 psi).
- Một quạt 12V 57,6W có đường kính 80 milimét (3,1 inch) có thể quay ở tốc độ 18.300 RPM và cung cấp áp suất tĩnh là 1,6 kilopascal (0,23 psi).

## Tài trợ
Sanyo là nhà tài trợ chính của đội bóng Penrith Panthers tại National Rugby League ở Úc từ năm 2000 đến năm 2012. Trong Formula One, công ty đã tài trợ cho đội Benetton từ năm 1989 đến năm 1995, đội Williams từ năm 1995 đến năm 1997 và đội Stewart Grand Prix từ năm 1997 đến năm 1999. Trong bóng đá, họ đã tài trợ cho câu lạc bộ Club Atlético River Plate ở Argentina từ năm 1992 đến năm 1995 và câu lạc bộ Coritiba Foot Ball Club ở Brazil từ năm 1995 đến năm 1999.